# Trachagathis townesiella
Trachagathis townesiella är en stekelart som beskrevs av Michael J. Sharkey 2006. Trachagathis townesiella ingår i släktet Trachagathis och familjen bracksteklar. Inga underarter finns listade i Catalogue of Life.